# Mário Eloy

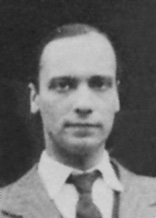
Der Maler Mario Eloy

Bailarico no Bairro (etwa 1936)

Mário Eloy de Jesus Perreira (* 15. März 1900 in Algés; † 5. September 1951 in Lissabon) war ein portugiesischer Maler der Moderne. Er war auch in Deutschland tätig.

## Leben
Mário Eloy wurde in einer Familie von Goldschmieden geboren. Nach kurzzeitigem Besuch der Escola de Belas Artas (Schule der Schönen Künste) hielt er sich 1919 in Madrid auf. 1924 hatte er seine erste eigene Einzelausstellung. In den Jahren von 1925 bis 1927 lebte er in Paris. 1927 reiste er erstmals nach Berlin, bis 1931 pendelte er stets zwischen Berlin und Lissabon, veröffentlichte auch in Flechtheims „Der Querschnitt“ und hatte darüber hinaus verschiedene Ausstellungen in Berlin. Ab 1932 blieb er endgültig in Lissabon und kehrte nie wieder nach Deutschland zurück. Seine Frau, sein Sohn und eine Reihe seiner Bilder verblieben in Berlin. 1935 erhielt er den Premio Souza-Cardoso, einen der höchsten Kunstpreise Portugals.
Zu den ihn am meisten inspirierenden Malern gehören Columbano Bordalo Pinheiro und Eduardo Viana.

## Geisteskrankheit Eloys
Mário Eloy wurde 1945 in eine Heilanstalt eingeliefert. Schon immer waren bei ihm melancholische Anlagen bekannt, die aber erst später zum Ausbruch kamen. Er war eine äußerst sensible und gleichzeitig starke Persönlichkeit. Es ist davon auszugehen, dass er an Depressionen litt. Im weitesten Sinne kann man Eloy auch als den „Fernando Pessoa der Malerei“ bezeichnen, denn seine Werke spiegeln die inneren Widerstände und Labyrinthe in der Psyche des Künstlers wider.

## Werke
Das Œuvre von Eloy hat die verschiedensten Dinge zum Thema: neben einfachen Szenen aus dem Volk gehören Bilder von Harlekinen oder Clowns ebenso zu seinem Werk wie verstörende Bilder, die das Innere des Künstlers darstellen. Sein Werk gehört ebenso zum Kubismus wie zum Expressionismus, trägt aber vor allem seine persönliche Handschrift. Das Soziale hat in seinem Werk immer eine große Bedeutung gehabt.